# 尤里·西西金
尤里·费奥多罗维奇·西西金（俄语：Юрий Фёдорович Сисикин，1937年5月15日—），生于萨拉托夫，苏联男子击剑运动员。他曾获得1960年和1964年夏季奥运会击剑比赛男子花剑团体金牌。